# Ngadiluhur
Ngadiluhur is een bestuurslaag in het regentschap Bojonegoro van de provincie Oost-Java, Indonesië. Ngadiluhur telt 3697 inwoners (volkstelling 2010).